# Экономическое сообщество стран Центральной Африки
Экономи́ческое соо́бщество стра́н Центра́льной А́фрики (ЭКОЦАС) (фр. Communauté économique des États de l’Afrique centrale, CEEAC, англ. Economic Community of Central African States, ECCAS), также известное как Экономическое сообщество государств Центральной Африки (ЭСГЦА), Экономическое сообщество центральноафриканских государств (ЭСЦАГ) — торгово-экономический союз стран Центральной Африки.

## История создания
Экономическое сообщество стран Центральной Африки было образовано в 1994 году на базе Таможенного и экономического союза Центральной Африки. Основная цель создания Сообщества — содействие региональной интеграции путём гармонизации экономической и валютной политики. Часть стран союза используют общую валюту — франк КФА BEAC.
Страны — члены союза по состоянию на 2025 год:
- Ангола (член SADC)
- Бурунди (член EAC)
- Габон (член CEMAC; участие приостановлено)
- Демократическая Республика Конго (член SADC)
- Камерун (член CEMAC)
- Республика Конго (член CEMAC)
- Сан-Томе и Принсипи
- Центральноафриканская Республика (член CEMAC)
- Чад (член CEMAC)
- Экваториальная Гвинея (член CEMAC)

В 2023 году в связи в государственным переворотом в Габоне ЭКОЦАС потребовало восстановления порядка и приостановило участие страны в организации.
8 июня 2025 года Руанда заявила о своем выходе из организации.